# Urmi
Urmi – wieś w Estonii, w prowincji Valga, w gminie Elva. W 2021 roku miała 39 mieszkańców.